# رومان سلافنوف
رومان سلافنوف (بالروسية: Славнов, Роман Алексеевич)‏ هو لاعب كرة قدم روسي في مركز الوسط، ولد في 28 أبريل 1982 في موسكو في روسيا. لعب مع إف سي موسكو وشينيك ياروسلافل ولوخ إينيرجيا فلاديفوستوك ونادي سكا خاباروفسك.

## وصلات خارجية
- رومان سلافنوف على موقع قاعدة بيانات كرة القدم.إي يو (الإنجليزية)
- رومان سلافنوف على موقع Soccerway.com (الإنجليزية)